# Franciszek Sieracki
Franciszek Bolesław Sieracki (ur. 22 grudnia 1889 w Osowie, zm. 24 grudnia 1947) – major piechoty Wojska Polskiego.

## Życiorys
Urodził się 22 grudnia 1889 w Osowie, w ówczesnym pow. chojnickim, w wielodzietnej rodzinie Franciszka (1860–1901) i Franciszki z Czapiewskich (1861–1953). Był bratem Jana (1884–1970), Józefa Władysława (1887–1939), Antoniego Anzelma (ur. 1892), Marianny Teodozji po mężu Gdaniec (1895–1984), Franciszki Dionizji (ur. 1899) oraz Bernarda Kochanka (1902–1987), brata przyrodniego. Ukończył gimnazjum w Chojnicach. Przed I wojną światową działał w stowarzyszeniu Filomatów. Współzałożyciel i członek tajnych Drużyn Strzeleckich w Chojnicach. W 1912 ukończył kurs strzelecki w Skolem (Małopolska). W latach 1915–1918 służył w wojsku niemieckim na frontach rosyjskim i rumuńskim. Dwukrotnie ranny. Służbę zakończył w stopniu podporucznika. W 1919 był współorganizatorem polskich oddziałów wojskowych na Pomorzu. Uczestniczył w wojnie polsko-bolszewickiej. Od 9 maja 1921 był mężem Klary z Kantowskich (1895–1946).
W Wojsku Polskim służył w 22 Pułku Piechoty w Siedlcach. 2 kwietnia 1929 został mianowany majorem ze starszeństwem z 1 stycznia 1929 i 14. lokatą w korpusie oficerów piechoty. W lipcu tego roku został zatwierdzony na stanowisku dowódcy batalionu. W październiku 1931 został przesunięty na stanowisko kwatermistrza. Z dniem 31 grudnia 1935 został przeniesiony w stan spoczynku.
Od sierpnia 1936 do 1939 był burmistrzem miasta Chojnice. Pełnił funkcję wiceprezesa okręgowego Obozu Zjednoczenia Narodowego. Działał w wielu organizacjach byłych wojskowych i organizacjach społecznych.
Zmarł 24 grudnia 1947.

## Ordery i odznaczenia
- Krzyż Niepodległości (22 kwietnia 1938)[9]
- Krzyż Walecznych (czterokrotnie)[10]
- Złoty Krzyż Zasługi[10]
- Medal Pamiątkowy za Wojnę 1918–1921[11]
- Medal Dziesięciolecia Odzyskanej Niepodległości[11]
- Brązowy Medal za Długoletnią Służbę[11]